# El Montmell
El Montmell es un municipio español de la comarca catalana del Bajo Panadés (Tarragona). Cuenta con una población de 1917 habitantes (INE 2024). Su nombre procede del término latino monte macellum que significa "montaña árida". Está compuesto por ocho núcleos urbanos: La Joncosa de Montmell, Aiguaviva, Marmellar (actualmente abandonado) y Can Ferrer de la Cogullada, además de cuatro urbanizaciones de construcción más reciente.

## Toponimia
El topónimo oficial del municipio es El Montmell. Entre los censos de 1842 y 1981, el nombre oficial fue Montmell.

## Historia
La zona estuvo bajo dominio sarraceno hasta mediados del siglo X. En documentos de 974 aparece ya documentado el castillo de Montmell con unas posesiones muy extensas que llegaban hasta Vilarodona. Al estar situado en territorio fronterizo, la repoblación no fue efectiva hasta finales del siglo XI.
En 1011 aparecen documentos que hablan de la fuente de Juncosa que estuvo en posesión de la orden del Temple hasta que en 1367 pasó a manos de la corona. Es la actual cabecera municipal. Aiguaviva aparece en el 1090 como perteneciente al castillo de Montmell. Los primeros datos de Marmellar son de 1023. La población se originó al abrigo del antiguo castillo de Marmellar. El núcleo quedó abandonado en 1976 cuando un incendio asoló la zona.

## Demografía
Cuenta con una población de 1917 habitantes (INE 2024).
| Gráfica de evolución demográfica de Montmell entre 1842 y 2021 |
| |
| Población de derecho según los censos de población del INE Población de hecho según los censos de población del INEEn estos censos se denominaba Montmell: 1842, 1857, 1860, 1877, 1887, 1897, 1900, 1910, 1920, 1930, 1940, 1950, 1960, 1970 y 1981 Entre el censo de 1857 y el anterior, crece el término del municipio porque incorpora a 435011 (Marmellá) |

## Economía
La agricultura de secano es una de las bases económicas del pueblo. Destacan el cultivo de la viña, olivos y cereales. Muchos de los habitantes de Montmell trabajan en el sector industrial, fuera del núcleo municipal.

## Cultura
El castillo de Montmell pertenecía al obispado de Barcelona. Fue el escenario de diversos combates durante la guerra contra Juan II. En la guerra de sucesión se instaló en él una guarnición de guardas valonas. Solo quedan pequeñas ruinas de la antigua torre rectangular. Muy cerca se encuentran los restos de la antigua iglesia de San Miguel. Es de nave única y bóveda de cañón y fue construida en el siglo XI. Fue ampliada con posterioridad. se le añadió una nueva nave que está separada de la primera por dos arcadas.
La actual iglesia parroquial está también dedicada a San Miguel. Fue consagrada en 1598 y se edificó para sustituir al antiguo templo del castillo. Tiene tres naves. Las campanas de la torre del campanario fueron instaladas en 1732.
Se conserva una construcción rectangular y parte de la muralla del antiguo castillo de Marmellar. Situado en la cima de una colina, a sus pies se encuentra el antiguo templo del castillo. Se trata de una construcción románica del siglo XI, de nave única, con ábside y bóveda de cañón. Durante un tiempo se utilizó como fortificación. En su interior se encontraron diversas pinturas murales. Fueron restauradas y trasladadas al Museo Nacional de Arte de Cataluña.
La Juncosa celebra su fiesta mayor el cuarto fin de semana de agosto. En Aiguaviva, las fiestas se celebran en junio coincidiendo con la festividad de San Pedro.